# Voodoo Lounge Tour
Vodoo Lounge Tour – światowa trasa koncertowa zespołu The Rolling Stones, która odbyła się na przełomie 1994 i 1995 roku.
W 1994 roku obejmowała 59 koncertów w Ameryce Północnej.
W 1995 roku obejmowała 4 koncerty w Ameryce Północnej, 11 w Ameryce Południowej, 2 w Afryce Południowej, 9 w Azji, 9 w Oceanii i 39 w Europie.

## Muzycy
- Mick Jagger – chórki, gitara, harmonijka ustna
- Keith Richards – gitara, chórki
- Ronnie Wood – gitara, chórki
- Darryl Jones – gitara basowa
- Charlie Watts – perkusja, instrumenty perkusyjne

## Muzycy dodatkowi
- Chuck Leavell – keyboardy
- Bobby Keys – saksofon
- Andy Snitzer – saksofon
- Micheal Davis – puzon
- Kent Smith – trąbka
- Lisa Fischer – wokal
- Bernard Fowler – wokal

## Program koncertów
Setlista wzięta z pierwszego koncertu trasy na RFK Stadium w Waszyngtonie:
1. „Not Fade Away”
2. „Undercover of the Night”
3. „Tumbling Dice”
4. „Live With Me”
5. „You Got Me Rocking”
6. „Rocks Off”
7. „Sparks Will Fly”
8. „Shattered”
9. „Satisfaction”
10. „Beast Of Burdern”
11. „Memory Hotel”
12. „Out Of Tears”
13. „All Down the Line”
14. „Hot Stuff”
15. „I Can't Get Next To You”
16. „Brand New Car”
17. „Honky Tonk Women”
18. „Before They Make Me Run”
19. „The Worst”
20. „Love Is Strong”
21. „Monkey Man”
22. „I Go Wild”
23. „Start Me Up”
24. „It’s Only Rock’N’Roll”
25. „Street Fighting Man”
26. „Brown Sugar”
27. „Jumpin’ Jack Flash"

Setlista wzięta z ostatniego koncertu trasy:
1. „Not Fade Away”
2. „Tumbling Dice”
3. „You Got Me Rocking”
4. „It's All Over Now”
5. „Sparks Will Fly”
6. „Satisfaction”
7. „Dead Flowers”
8. „Far Away Eyes”
9. „Like A Rolling Stone”
10. „Gimme Shelter”
11. „Midnight Rambler”
12. „I Go Wild”
13. „Miss You”
14. „Honky Tonk Women”
15. „Happy”
16. „Slipping Away”
17. „Sympathy For the Devil”
18. „Street Fighting Man”
19. „Start Me Up”
20. „It’s Only Rock’n’Roll
21. „Brown Sugar”
22. „Jumpin’ Jack Flash"

Inne utwory:
1. „No Expectations”
2. „All Down the Line”
3. „Wild Horses”
4. „It's All Over Now”
5. „Doo Doo Doo Doo Doo (Heartbreaker)”
6. „Angie”
7. „Stop Breaking Down”
8. „Who Do You Love” (z Bo Diddleyem)
9. „You Can't Always Get What You Want”
10. „Rock and a Hard Place”
11. „Just My Imagination”
12. „Love In Vain”
13. „Let It Bleed”
14. „The Spider and the Fly”
15. „Shine a Light”
16. „Rip This Joint”
17. „Respectable”
18. „Still a Fool”
19. „Down in a Bottom”
20. „Jump on Top of Me”
21. „Fool to Cry”
22. „Black Limousine"

## Koncerty w 1994
1. 1 sierpnia 1994 – Waszyngton, USA – Robert F. Kennedy Memorial Stadium
2. 3 sierpnia 1994 – Waszyngton, USA – Robert F. Kennedy Memorial Stadium
3. 6 sierpnia 1994 – Birmingham, Alabama, USA – Legion Field
4. 10 sierpnia 1994 – Indianapolis, Indiana, USA – RCA Dome
5. 12 sierpnia 1994 – East Rutherford, New Jersey, USA – Giants Stadium
6. 14 sierpnia 1994 – East Rutherford, New Jersey, USA – Giants Stadium
7. 15 sierpnia 1994 – East Rutherford, New Jersey, USA – Giants Stadium
8. 17 sierpnia 1994 – East Rutherford, New Jersey, USA – Giants Stadium
9. 19 sierpnia 1994 – Toronto, Ontario, Kanada – CNE Stadium
10. 20 sierpnia 1994 – Toronto, Ontario, Kanada – CNE Stadium
11. 23 sierpnia 1994 – Winnipeg, Manitoba, Kanada – Winnipeg Stadium
12. 26 sierpnia 1994 – Madison, Wisconsin, USA – Camp Randall
13. 28 sierpnia 1994 – Cleveland, Ohio, USA – Cleveland Municipal Stadium
14. 30 sierpnia 1994 – Cincinnati, Ohio, USA – Riverfront Stadium
15. 4 września 1994 – Foxborough, Massachusetts, USA – Sullivan Stadium
16. 5 września 1994 – Foxborough, Massachusetts, USA – Sullivan Stadium
17. 7 września 1994 – Raleigh, Karolina Północna, USA – Carter-Finley Stadium
18. 9 września 1994 – East Lansing, Michigan, USA – Spartan Stadium
19. 11 września 1994 – Chicago, Illinois, USA – Soldier Field
20. 12 września 1994 – Chicago, Illinois, USA – Soldier Field
21. 15 września 1994 – Denver, Kolorado, USA – Mile High Stadium
22. 18 września 1994 – Columbia, Missouri, USA – Faurot Field
23. 22 września 1994 – Filadelfia, Pensylwania, USA – Veterans Stadium
24. 25 września 1994 – Columbia, Karolina Północna, USA – Williams-Brice Stadium
25. 27 września 1994 – Memphis, Tennessee, USA – Liberty Bowl
26. 29 września 1994 – Pittsburgh, Pensylwania, USA – Three Rivers Stadium
27. 1 października 1994 – Ames, Iowa, USA – Cyclone Field
28. 4 października 1994 – Edmonton, Alberta, Kanada – Commonwealth Stadium
29. 5 października 1994 – Edmonton, Alberta, Kanada – Commonwealth Stadium
30. 10 października 1994 – Nowy Orlean, Luizjana, USA – Louisiana Superdome
31. 14 października 1994 – Las Vegas, Nevada, USA – MGM Grand Garden Arena
32. 15 października 1994 – Las Vegas, Nevada, USA – MGM Grand Garden Arena
33. 17 października 1994 – San Diego, Kalifornia, USA – Jack Murphy Stadium
34. 19 października 1994 – Pasadena, Kalifornia, USA – Rose Bowl
35. 21 października 1994 – Pasadena, Kalifornia, USA – Rose Bowl
36. 23 października 1994 – Salt Lake City, Utah, USA – Rice-Ecless Stadium
37. 26 października 1994 – Oakland, Kalifornia, USA – Alameda County-Coliseum
38. 28 października 1994 – Oakland, Kalifornia, USA – Alameda County-Coliseum
39. 29 października 1994 – Oakland, Kalifornia, USA – Alameda County-Coliseum
40. 31 października 1994 – Oakland, Kalifornia, USA – Alameda County-Coliseum
41. 3 listopada 1994 – El Paso, Teksas, USA – Sun Bowl
42. 5 listopada 1994 – San Antonio, Teksas, USA – Alamodome
43. 11 listopada 1994 – Little Rock, Arkansas, USA – War Memorial Stadium
44. 13 listopada 1994 – Houston, Teksas, USA – Alamodome
45. 15 listopada 1994 – Atlanta, Georgia, USA – Georgia Dome
46. 16 listopada 1994 – Atlanta, Georgia, USA – Georgia Dome
47. 18 listopada 1994 – Dallas, Teksas, USA – Cotton Bowl
48. 22 listopada 1994 – Tampa, Floryda, USA – Tampa Stadium
49. 25 listopada 1994 – Miami, Floryda, USA – Joe Robbie Stadium
50. 27 listopada 1994 – Gainesville, Floryda, USA – Ben Hill Griffin Stadium
51. 1 grudnia 1994 – Pontiac, Michigan, USA – Pontiac Silverdome
52. 3 grudnia 1994 – Toronto, Ontario, Kanada – SkyDome
53. 5 grudnia 1994 – Montreal, Quebec, Kanada – Olympic Stadium
54. 6 grudnia 1994 – Montreal, Quebec, Kanada – Olympic Stadium
55. 8 grudnia 1994 – Syracuse, Nowy Jork, USA – Carrier Dome
56. 11 grudnia 1994 – Minneapolis, Minnesota, USA – Hubert H. Humphrey Metrodome
57. 15 grudnia 1994 – Seattle, Waszyngton, USA – Kingdome
58. 17 grudnia 1994 – Vancouver, Kolumbia Brytyjska, Kanada – BC Place Stadium
59. 18 grudnia 1994 – Vancouver, Kolumbia Brytyjska, Kanada – BC Place Stadium

## Koncerty w 1995
Ameryka Północna
1. 14 stycznia 1995 – Meksyk, Meksyk – Autodromo Hermanos Rodriguez
2. 16 stycznia 1995 – Meksyk, Meksyk – Autodromo Hermanos Rodriguez
3. 18 stycznia 1995 – Meksyk, Meksyk – Autodromo Hermanos Rodriguez
4. 20 stycznia 1995 – Meksyk, Meksyk – Autodromo Hermanos Rodriguez

Ameryka Południowa
1. 27 stycznia 1995 – São Paulo, Brazylia – Estádio do Pacaembu
2. 28 stycznia 1995 – São Paulo, Brazylia – Estádio do Pacembu
3. 30 stycznia 1995 – São Paulo, Brazylia – Estádio do Pacembu
4. 2 lutego 1995 – Rio de Janeiro, Brazylia – Estádio do Maracanã
5. 4 lutego 1995 – Rio de Janeiro, Brazylia – Estádio do Maracanã
6. 9 lutego 1995 – Buenos Aires, Argentyna – Estadio River Plate
7. 11 lutego 1995 – Buenos Aires, Argentyna – Estadio River Plate
8. 12 lutego 1995 – Buenos Aires, Argentyna – Estadio River Plate
9. 14 lutego 1995 – Buenos Aires, Argentyna – Estadio River Plate
10. 16 lutego 1995 – Buenos Aires, Argentyna – Estadio River Plate
11. 19 lutego 1995 – Santiago, Chile – Estadio Nacional de Chile

Afryka Południowa
1. 24 lutego 1995 – Johannesburg, Afryka Południowa – Ellis Park Stadium
2. 25 lutego 1995 – Johannesburg, Afryka Południowa – Ellis Park Stadium

Azja
1. 6 marca 1995 – Tokio, Japonia – Tokyo Dome
2. 8 marca 1995 – Tokio, Japonia – Tokyo Dome
3. 9 marca 1995 – Tokio, Japonia – Tokyo Dome
4. 12 marca 1995 – Tokio, Japonia – Tokyo Dome
5. 14 marca 1995 – Tokio, Japonia – Tokyo Dome
6. 16 marca 1995 – Tokio, Japonia – Tokyo Dome
7. 17 marca 1995 – Tokio, Japonia – Tokyo Dome
8. 22 marca 1995 – Fukuoka, Japonia – Fukuoka Dome
9. 23 marca 1995 – Fukuoka, Japonia – Fukuoka Dome

Oceania
1. 27 marca 1995 – Melbourne, Australia – Melbourne Cricket Ground
2. 28 marca 1995 – Melbourne, Australia – Melbourne Cricket Ground
3. 1 kwietnia 1995 – Sydney, Australia – Sydney Cricket Ground
4. 2 kwietnia 1995 – Sydney, Australia – Sydney Cricket Ground
5. 5 kwietnia 1995 – Adelaide, Australia – Adelaide Football Park
6. 8 kwietnia 1995 – Perth, Australia – Perry Lakes Stadium
7. 12 kwietnia 1995 – Brisbane, Australia – ANZ Stadium
8. 16 kwietnia 1995 – Auckland, Nowa Zelandia – Western Springs Stadium
9. 17 kwietnia 1995 – Auckland, Nowa Zelandia – Western Springs Stadium

Europa
1. 26 maja 1995 – Amsterdam, Holandia – Paradiso
2. 27 maja 1995 – Amsterdam, Holandia – Paradiso
3. 3 czerwca 1995 – Sztokholm, Szwecja – Stadion Olimpijski
4. 6 czerwca 1995 – Helsinki, Finlandia – Stadion Olimpijski
5. 9 czerwca 1995 – Oslo, Norwegia – Valle Hovin
6. 11 czerwca 1995 – Kopenhaga, Dania – Idraetsparken
7. 13 czerwca 1995 – Nijmegen, Holandia – Stadspark de Goffert
8. 14 czerwca 1995 – Nijmegen, Holandia – Stadspark de Goffert
9. 18 czerwca 1995 – Landgraaf, Holandia – Draf en Renbaan
10. 20 czerwca 1995 – Kolonia, Niemcy – Münsgerdorfer Stadion
11. 22 czerwca 1995 – Hanower, Niemcy – Niedersachsenstadion
12. 24 czerwca 1995 – Werchter, Belgia – Rock Werchter
13. 25 czerwca 1995 – Werchter, Belgia – Rock Werchter
14. 30 czerwca 1995 – Paryż, Francja – Hippodrome de Longchamp
15. 1 lipca 1995 – Paryż, Francja – Hippodrome de Longchamp
16. 3 lipca 1995 – Paryż, Francja – Olympia
17. 9 lipca 1995 – Sheffield, Anglia – Valley Stadium
18. 11 lipca 1995 – Londyn, Anglia – Wembley Stadium
19. 15 lipca 1995 – Londyn, Anglia – Wembley Stadium
20. 16 lipca 1995 – Londyn, Anglia – Wembley Stadium
21. 19 lipca 1995 – Londyn, Anglia – Wembley Stadium
22. 22 lipca 1995 – Gijón, Hiszpania – El Molinón
23. 24 lipca 1995 – Lizbona, Portugalia – Estádio José Alvalade
24. 27 lipca 1995 – Montpellier, Francja – Espace Grammont
25. 29 lipca 1995 – Bazylea, Szwajcaria – Fussbalstadion Jakub
26. 30 lipca 1995 – basel, Szwajcaria – Fussbalstadion Jakub
27. 1 sierpnia 1995 – Zeltweg, Austria – Österreich-Ring
28. 3 sierpnia 1995 – Monachium, Niemcy – Olympiastadion
29. 5 sierpnia 1995 – Praga, Czechy – Stadion Strahov
30. 8 sierpnia 1995 – Budapeszt, Węgry – Népstadion
31. 12 sierpnia 1995 – Schüttorf, Niemcy – The Fields of Nowhere
32. 15 sierpnia 1995 – Lipsk, Niemcy – Festwiese
33. 17 sierpnia 1995 – Berlin, Niemcy – Olympiastadion
34. 19 sierpnia 1995 – Hockenheim, Niemcy – Hockenheimring
35. 22 sierpnia 1995 – Mannheim, Niemcy – Maimarktgelände
36. 25 sierpnia 1995 – Wolfsburg, Niemcy – VW-Werskgelände/Parkplatz
37. 27 sierpnia 1995 – Luksemburg – Kirchberg
38. 29 sierpnia 1995 – Rotterdam, Holandia – Feijenoord Stadion
39. 30 sierpnia 1995 – Rotterdam, Holandia – Feijenoord Stadion